# 4546 Franck
4546 Franck eller 1990 EW2 är en asteroid i huvudbältet som upptäcktes den 2 mars 1990 av den belgiske astronomen Eric W. Elst vid La Silla-observatoriet. Den är uppkallad efter den belgisk-franske kompositören César Franck.
Asteroiden har en diameter på ungefär 5 kilometer och den tillhör asteroidgruppen Vesta.